# 北劳德代尔 (佛罗里达州)
北劳德代尔（英語：North Lauderdale），是美国佛罗里达州布勞沃德縣下属的一座城市。建立于1963年。面积约为10.1平方公里（约合3.9平方英里）。根据2010年美国人口普查，该市有人口41,023人。论人口在本州排行第63。